# Tunstallops
Tunstallops is een geslacht van rechtvleugeligen uit de familie veldsprinkhanen (Acrididae). De wetenschappelijke naam van dit geslacht is voor het eerst geldig gepubliceerd in 1984 door Jago.

## Soorten
Het geslacht Tunstallops omvat de volgende soorten:
- Tunstallops rubrifemur Jago, 1984
- Tunstallops xanthofemur Jago, 1984